# Bungo
Bungo és un municipi de la província de Uíge. Té una extensió de 2.156 km² i 39.030 habitants. Comprèn la comuna de Bungo. Limita al nord amb el municipi de Damba; a l'est amb el de Sanza Pombo; al sud amb els de Puri i Negage; i a l'oest amb els de Uíge i Mucaba.